# Three Fingered Jack (Oregon)
Con Three Fingered Jack si indica la sommità di un vulcano a scudo compreso nella catena delle Cascate e situato nello stato dell'Oregon, negli USA. Formatasi durante il Pleistocene, la montagna è costituita principalmente da andesite basaltica e mentre altri vulcani dell'Oregon che hanno subito la stessa sorte si presentano sotto forme diverse che richiamano vagamente quella del Cervino (è il caso del monte Washington e del monte Thielsen), l'attuale conformazione della vetta di Three Fingered Jack vede una cresta relativamente stretta di tefra e sostenuta da un dicco spesso solo 3 m su un asse generalmente nord-sud. I dicchi più piccoli e gli ammassi rocciosi frastagliati che sostengono questo vertice sono stati esposti anch'esso alla glaciazione e il prolungato periodo di quiescenza del vulcano ha facilitato il processo di erosione.
Diverse specie vegetali e animali popolano i dintorni del Three Fingered Jack, circostanza che di certo spinse alcune comunità dei nativi americani a recarsi intorno al vulcano per darsi alla caccia, alla pesca, alla raccolta di bacche e, più tardi, all'agricoltura di sussistenza. Terra storicamente abitata dal popolo dei Molala, questi ultimi non hanno lasciato molte tracce della loro cultura e ad essere state ricostruite sono solo le modalità di sopravvivenza sopra esposte. Il primo non indigeno a raggiungere l'area fu il botanico David Douglas nel 1825, seguito poi dal commerciante di pellicce Peter Skene Ogden l'anno successivo. Il primo gruppo a salire sul vulcano raggiunse la sommità nel settembre 1923. Il Three Fingered Jack può ancora essere scalato, ma quando le nuvole si ergono lungo le creste gli scalatori possono disorientarsi a causa delle condizioni di scarsa visibilità: è capitato in passato che fossero necessari dei soccorsi per sbloccare la difficile situazione di chi stava tentando l'ascensione.

## Toponimo
Le origini del nome del Three Fingered Jack rimangono poco chiare. Una fonte sostiene che il vulcano abbia ricevuto la sua designazione attuale in virtù di Joaquin Murrieta, un minatore d'oro e vaquero durante la corsa all'oro della California soprannominato talvolta Three Fingered Jack. Altri sostengono che il vulcano debba il nome a un cacciatore che aveva meno di cinque dita a una delle sue mani.

## Geografia
Il Three Fingered Jack si trova nello stato americano dell'Oregon, nelle contee di Linn e Jefferson. Ha un volume di 10 km³ e un'elevazione totale pari a 2391 m s.l.m., con una prominenza topografica di 2480 m. Il suo edificio frastagliato sorge tra il monte Jefferson e il complesso vulcanico delle Three Sisters. Il Three Fingered Jack giace all'interno della riserva integrale del monte Jefferson (Mount Jefferson Wilderness) e non è accessibile tramite strada asfaltata, ma può essere raggiunto dal Pacific Crest Trail. Situato a circa 32 km a nord-ovest della città di Sisters, funge da importante punto di riferimento nella regione.
La riserva naturale del monte Jefferson si trova a sua volta all'interno delle foreste nazionali di Willamette e Deschutes. La zona protetta copre 449,92 km² e ospita più di 150 laghi, oltre a vedere altresì correre 310 km di sentieri, inclusi 64 del Pacific Crest Trail. Il Three Fingered Jack e il monte Jefferson sono entrambi punti di riferimento precipui all'interno della riserva protetta.

### Topografia

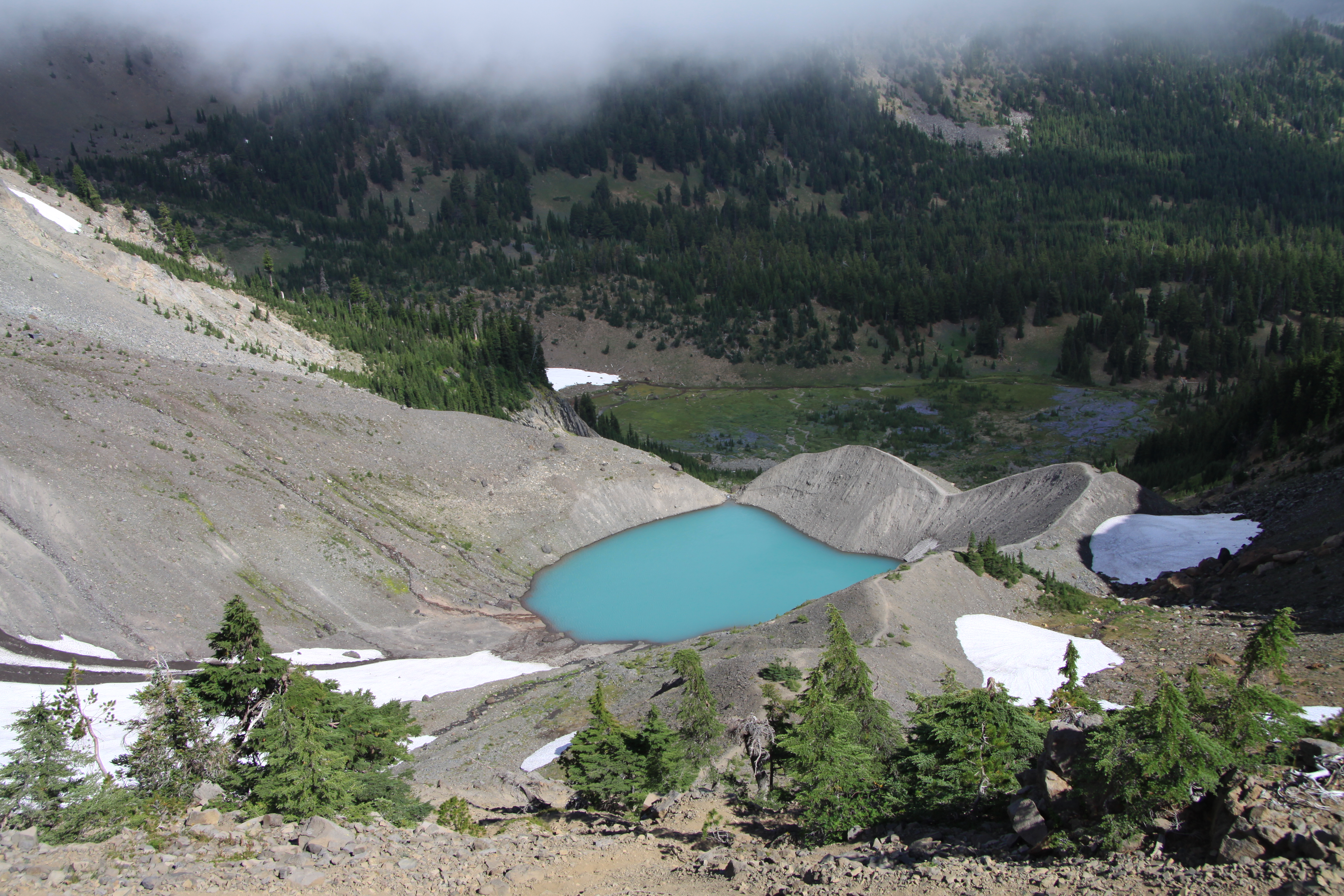
Il ghiacciaio Jack e il lago sommitale in estate

Durante l'ultimo grande avanzamento dell'acqua in forma solida nell'area durante la glaciazione Wisconsin, si formarono delle morene laterali e terminali, insieme a striature glaciali, modelli di vegetazione alterati e litologie che suggeriscono il trasporto glaciale di materiale. L'unico ammasso nevoso rimasto sul vulcano è il Jack, così chiamato ufficiosamente, situato in un circo ombreggiato sul lato nord-est. Poiché il ghiacciaio è coperto da alte creste a sud e a ovest, risiede ad un'altitudine insolitamente bassa per le Cascate centrali dell'Oregon. Il Jack occupa un'area di 1 ettaro, anche se in passato raggiungeva approssimativamente i 13 ettari; è probabile che al di sotto dello stesso vi sia un piccolo lago stagnante. Durante la piccola era glaciale, che si estendeva all'incirca dal 1350 al 1850, il ghiacciaio produsse morene con altezze prossime a 61 m, punteggiate da 15-30 cm al massimo di cenere dovute al campo vulcanico del monte Sand e 30 legati al lago Blue.
A partire dal 1993, la morena del ghiacciaio Jack ha arginato un lago con un volume di 26.500 m³, una superficie di 6.120 m² e una profondità massima di 8 m. Sebbene questo lago non sia stato riportato sulle mappe topografiche della USGS realizzate negli anni '20, la sua presenza fu poi documentata in un rapporto nel 1937. Il lago si trova in una posizione precaria; le morene sul vulcano sono infatti ripide, instabili e costellate di massi. Prima del settembre 1960, ci fu una parziale esondazione del lago morenico che si sparse per ben 12 km² vicino alla base della morena. Dal 1960 hanno avuto luogo almeno tre incidenti in cui i laghi morenici sul vulcano hanno causato inondazioni lungo i pendii, tra cui una di basta portata dovuta ad alluvioni nel 2012. Il suolo locale è sottile ed è stato sepolto da uno strato di terra meteorizzata dell'Olocene emessa dal Tre Fingered Jack che ha uno spessore massimo di 1 m.

### Geologia

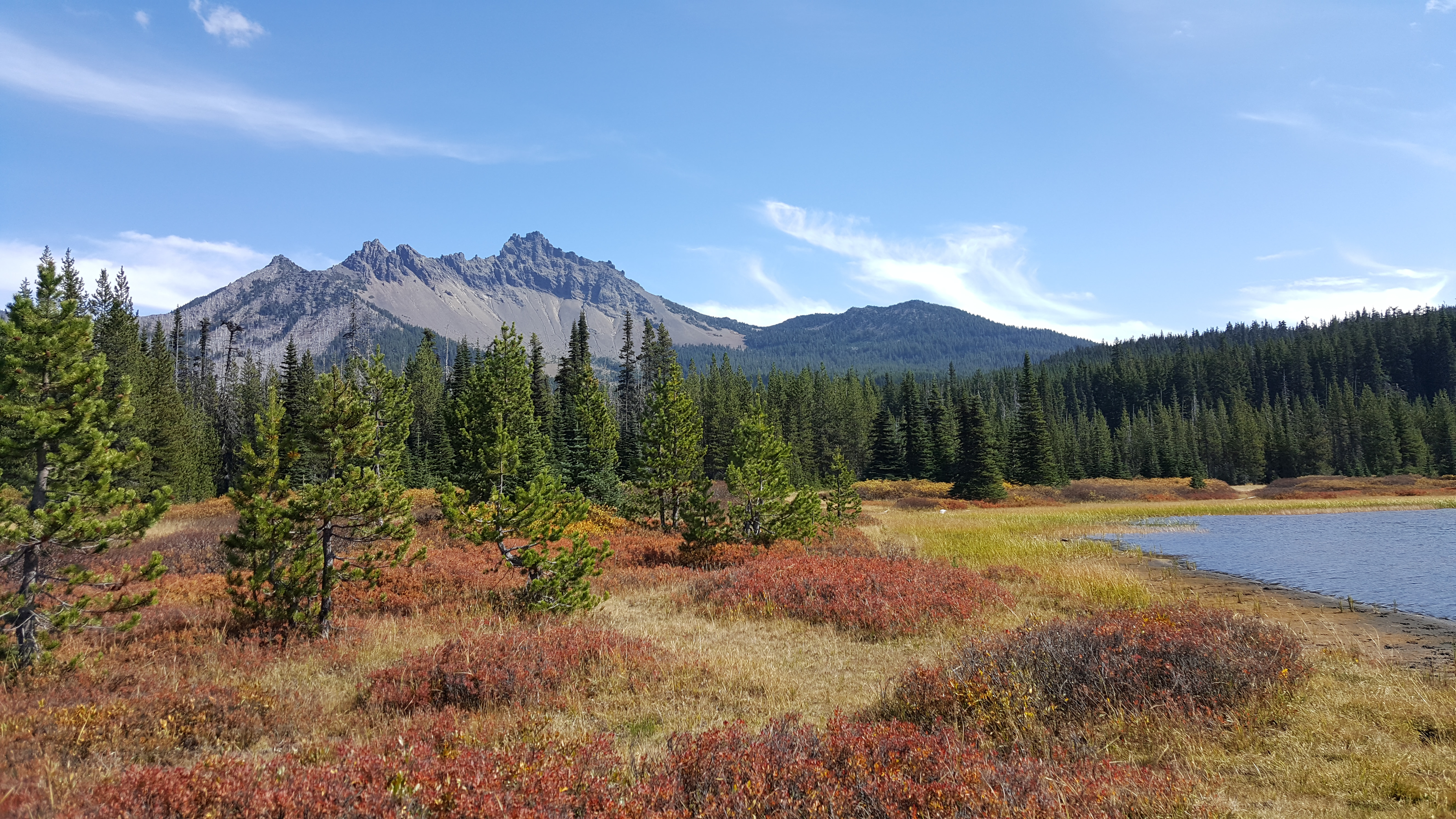
Il Three Fingered Jack visto dal lago Santiam

Il Three Fingered Jack è un vulcano a scudo e rientra in un gruppo di crateri informalmente noto come Oregon's Matterhorn, dal termine tedesco con cui si designa il Cervino, che comprende il monte Thielsen, il monte Washington, il monte Bailey e il Diamond Peak. Il vulcano, il quale costituisce il punto più settentrionale del piccolo gruppo di cime sopra esposte, si è spento prima di altri imponenti vulcani della catena delle Cascate, esaurendo la propria attività eruttiva più di 100.000 anni fa. A sud del monte Jefferson, le High Cascades dell'Oregon sono costituite da un'ampia cresta prodotta dall'attività del vulcano a scudo e dalle eruzioni dei coni di scorie. I soffioni variano da complessi profondamente erosi a fumarole recentemente attivi, con la maggioranza della regione ammantata da roccia normalmente polarizzata prodotta negli ultimi 730.000 anni.
La montagna rientra altresì di un gruppo di oltre 30 grandi vulcani a scudo e stratovulcani davvero attivi tra il Pleistocene e l'Olocene generando lave femiche (ricche di magnesio e ferro). Il Three Fingered Jack include diversi coni di cenere sovrapposti e coni compositi sui flussi lavici sottostanti e dovuti all'attività del vulcano a scudo. Questi edifici vulcanici e i loro depositi di colate laviche coprono un'area di 34 km². Tra il Three Fingered Jack, il vulcano della North Sister e i campi basaltici di recente svegli, si erge una serie di coni di cenere che si distribuiscono su una superficie di 85 km².

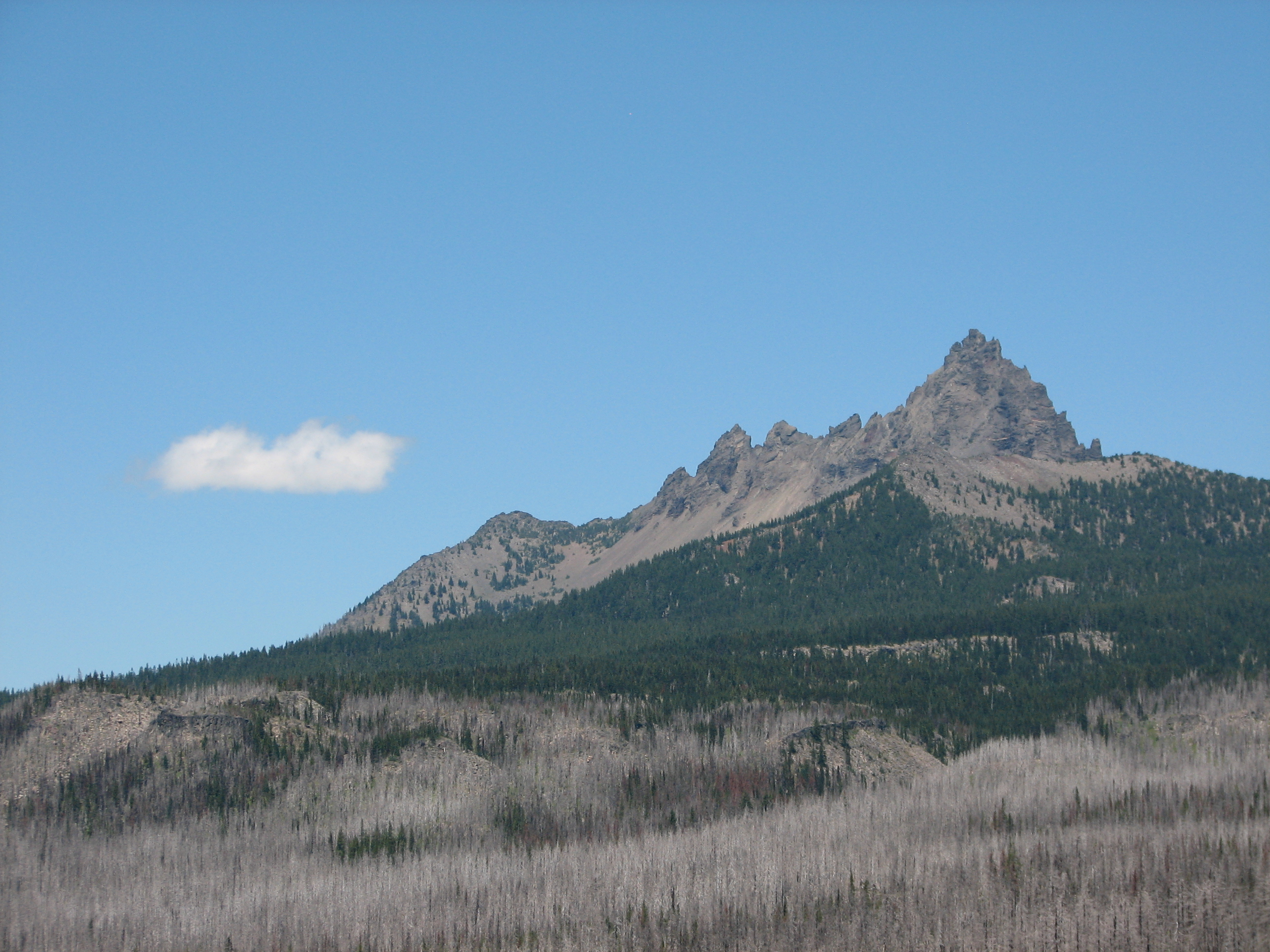
Il monte ha un aspetto decisamente eroso e frastagliato

L'edificio principale, che consiste in depositi di colata lavica di colore grigio chiaro, soprattutto andesite basaltica, si trova 300 m a ovest del primo cono di tefra, con le rocce piroclastiche localizzate qua in là in tale perimetro. L'analisi mineralogica suggerisce che la lava nell'area del Three Fingered Jack può essere raggruppata in unità discrete in base alla sua camera magmatica di origine, ad eccezione del basalto del lago Jorn prodotto dal vulcano a scudo sottostante e dell'andesite basaltica eruttata dal Three Fingered Jack. L'analisi petrologica mostra pressioni di diversa forza che hanno contribuito alla cristallizzazione di questi depositi di colata lavica e che l'andesite basaltica era distinta dal basalto a causa dei tempi di frazionamento più lunghi.
Malgrado il Three Fingered Jack non abbia un tappo vulcanico abbastanza alto da riempire il condotto, la sua sommità si trova in cima a un cono piroclastico. Un altro cono si trova 110 m a sud del cono maggiore, e vi sono crateri secondari sui lati, così come dicchi esterni e colli vulcanici. Vanno tenuti in considerazione altresì due vulcani a scudo, il Maxwell Butte (meno eroso del Three Fingered Jack) e il Trementina Peak, localizzati rispettivamente a 1899 e 1766 m s.l.m. Gli altri sei coni vulcanici presenti in zona, situati ad altitudini minori, sono il Duffy Butte (1779 m), l'Hogg Rock (una tuya alta 1540 m), il monte Marion (1631 m), il Red Butte (1772 m), il Marion Peak e il Monte Saddle Mountain, la cui elevazione non è stata misurata. Altri vulcani a scudo e coni di scorie attivi durante il Pleistocene si trovano a nord-ovest e sud-ovest.
Il monte ha una lunga cresta che tende da nord a sud ed è altamente eroso; a forma di dente di sega, è costituito da depositi di tefra sostenuti da un dicco verticale con uno spessore di 3 m. L'erosione appare così evidente che, in tono enfatico, gli scalatori affermano che la vetta si muova quando spinta nel vento. Durante il Pleistocene, i ghiacciai non erano ancora presenti come in altre epoche e hanno permesso di custodire al loro interno prove della storia eruttiva del vulcano. Nonostante non sia stato datato con approcci radiometrici, il vulcano ha probabilmente tra 500.000 e 250.000 anni e ha sperimentato almeno tre ere glaciali.

### Ecologia

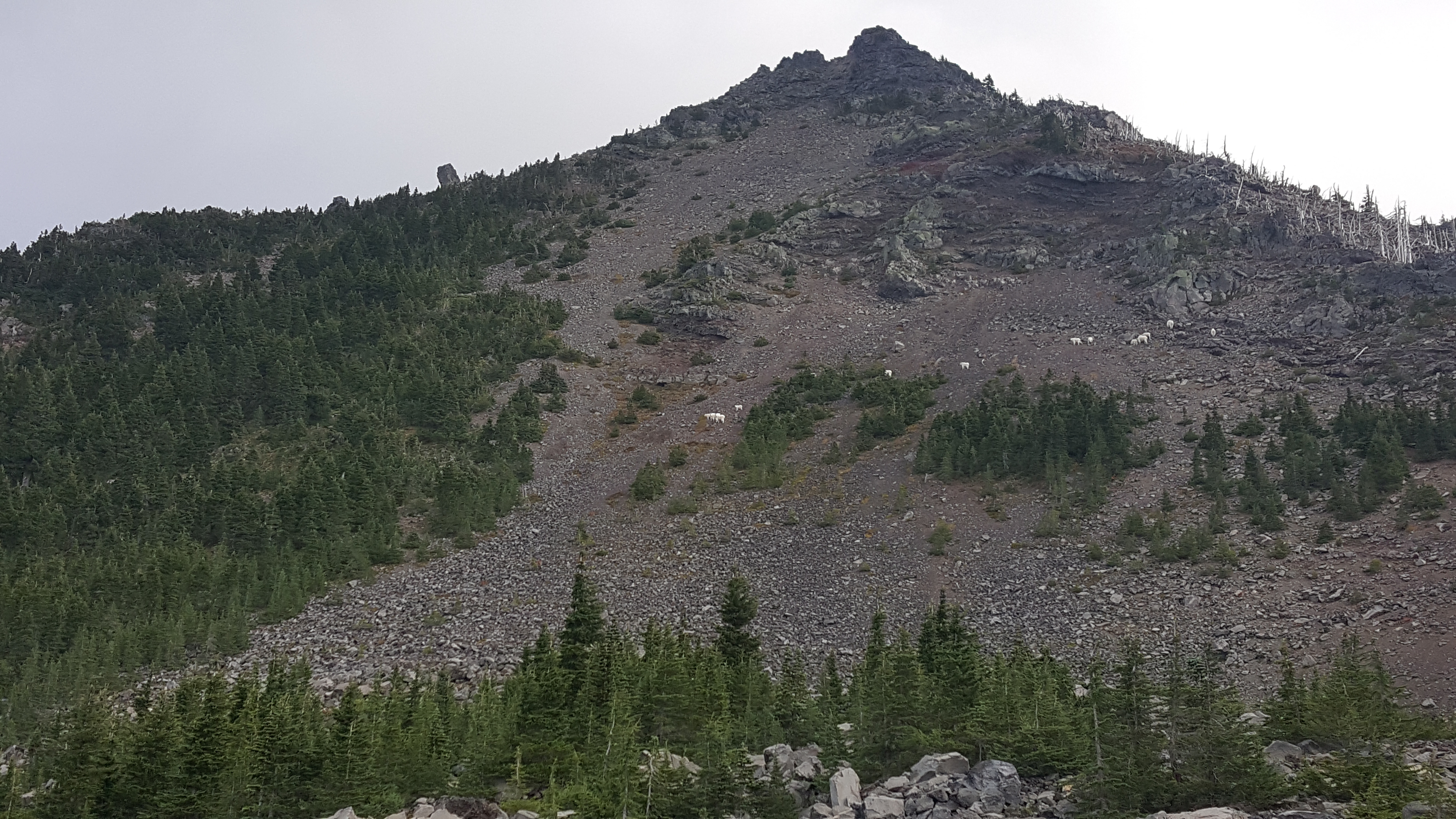
Un branco di capre delle nevi (il manto è di colore bianco) visto sul fianco di Three Fingered Jack

Lungo il vulcano e i suoi sentieri escursionistici, prosperano specie vegetali quali l'abete di Douglas (Pseudotsuga menziesii), l'abete delle rocce (Abies lasiocarpa) il peccio del Colorado (Picea pungens), la tsuga mertensiana e la Xerophyllum tenax. Il Cryptogramma cascadensis, un genere di felce locale, può trovarsi ad altitudini comprese tra 2000 e 2100 m.
Tra le specie animali carnivore nell'area circostante figurano l'orso nero (Ursus americanus), il coyote (Canis latrans), il puma (Puma concolor), la volpe rossa (Vulpes vulpes), il procione comune (Procyon lotor), la martora americana (Martes americana), l'ermellino (Mustela erminea), la donnola dalla coda lunga (Neogale frenata), il visone americano (Neovison vison), la lontra canadese
(Lontra canadensis) e la lince rossa (Lynx rufus). Tra gli erbivori più imponenti si annoverano il wapiti di Roosevelt (Cervus canadensis roosevelti), il cervo dalla coda nera (Odocoileus hemionus columbianus), il cervo mulo (Odocoileus hemionus) e la capra delle nevi (Oreamnos americanus). Gli insettivori includono il toporagno errante (Sorex vagrans), il toporagno acquatico (Sorex palustris) e la talpa del Pacifico (Scapanus orarius), oltre a chirotteri quali il vespertilio bruno (Myotis lucifugus) e il pipistrello dai peli d'argento (Lasionycteris noctivagans): non vanno tralasciate anche altre specie di taglia media quali il pica americano (Ochotona princeps) e la lepre scarpa da neve (Lepus americanus). I roditori sono assai numerosi: si pensi a titolo di esempio alla marmotta dal ventre giallo (Marmota flaviventris), al castoro di montagna (Aplodontia rufa), al chipmunk del pino giallo (Neotamias amoenus), al chipmunk di Townsend (Neotamias townsendii), allo scoiattolo terricolo dorato (Callospermophilus lateralis), allo scoiattolo grigio occidentale (Sciurus griseus), allo scoiattolo di Douglas (Tamiasciurus douglasii), al Thomomys monticola, al castoro americano (Castor canadensis), al topo cervo (Peromyscus maniculatus), al neotoma cinereo (Neotoma cinerea), all'arvicola acquatica nordamericana (Microtus richardsoni), al topo saltatore del Pacifico (Zapus trinotatus) e all'ursone (Erethizon dorsatum).
Gli uccelli nelle vicinanze includono il germano reale (Anas platyrhynchos), l'astore (Accipiter gentilis), lo sparviero striato (Accipiter striatus), la poiana della Giamaica (Buteo jamaicensis), la pernice blu (Dendragapus obscurus), la starna (Perdix perdix), il corriere americano (Charadrius vociferus), il piro-piro macchiato (Actitis macularius), il gabbiano della California (Larus californicus), la colomba fasciata (Patagioenas fasciata), il gufo della Virginia (Bubo virginianus), la civetta nana del Nordamerica (Glaucidium gnoma), il succiacapre nordamericano (Chordeiles minor), il colibrì rossiccio (Selasphorus rufus), il picchio dorato (Colaptes auratus), il picchio pileato (Dryocopus pileatus), il picchio nucarossa (Sphyrapicus varius) e il picchio villoso (Leuconotopicus villosus). Presenti con frequenza più o meno costante risultano il picchio tridattilo (Picoides tridactylus), il pigliamosche di Traille (Empidonax traillii), il pigliamosche fianchi oliva (Contopus cooperi), la rondine arboricola bicolore (Tachycineta bicolor), la ghiandaia grigia canadese (Perisoreus canadensis), la ghiandaia di Steller (Cyanocitta stelleri), il corvo imperiale (Corvus corax), la nocciolaia di Clark (Nucifraga colombiana), la cincia bigia dal capo nero (Poecile atricapillus), la cincia delle Montagne Rocciose (Poecile gambeli), la cincia bigia dal dorso bruno (Poecile rufescens), il picchio muratore pigmeo (Sitta pygmaea), il picchio muratore pettofulvo (Sitta canadensis), il rampichino alpestre (Certhia familiaris), il merlo acquaiolo americano (Cinclus mexicanus), lo scricciolo delle case (Troglodytes aedon), il tordo migratore americano (Turdus migratorius), il tordo dal collare (Ixoreus naevius), il tordo eremita (Catharus guttatus), il tordo solitario di Townsend (Myadestes townsendi), il fiorrancino americano (Regulus satrapa), il regolo americano (Regulus calendula), lo spioncello (Anthus spinoletta), il vireo testazzurra (Vireo solitarius), la piranga occidentale (Piranga ludoviciana), il carpodaco di Cassin (Haemorhous cassinii), il fanello rosato testagrigia (Leucosticte tephrocotis), il lucherino delle pinete (Spinus pinus), il crociere comune (Loxia curvirostra), il touì codaverde (Pipilo chlorurus), il junco occhiscuri (Junco hyemalis), il passero corona bianca (Zonotrichia leucophrys), il passero corona dorata (Zonotrichia atricapilla), il passero volpe (Passerella iliaca) e il passero di Lincoln (Melospiza lincolnii). Sono state identificate anche diverse specie di anfibi e rettili; tra queste, si possono citare la salamandra dalle dita lunghe (Ambystoma macrodactylum), la salamandra maggiore (Dicamptodon ensatus), il tritone dalla pelle rugosa (Taricha granulosa), la rana con la coda (Ascaphus truei), il rospo boreale (Anaxyrus boreas), la raganella del Pacifico (Pseudacris regilla), la rana aurora (rana aurora), la rana maculata dell'Oregon (Rana pretiosa), la lucertola pigmea dalle corna corte (Phrynosoma douglassii), il serpente giarrettiera comune (Thamnophis sirtalis) e il serpente giarrettiera nordoccidentale (Thamnophis ordinoides). Circa la metà dei laghi nell'area del Monte Jefferson Wilderness ospita la trota iridea (Oncorhynchus mykiss).

## Attività vulcanica
Il Three Fingered Jack racconta una storia eruttiva simile a quella di molti vulcani delle High Cascades. L'attività cominciò con la formazione di un cono piroclastico sui vulcani a scudo, mentre eruzioni successive formarono un cono principale che rilasciò delle colate laviche e roccia maggiormente piroclastiche. Vari dicchi si irradiano da un'apertura di micronorite, che deformò la tefra negli strati circostanti. I fianchi nord e sud di Three Fingered Jack presentano colate laviche composte di olivina e augite.
Di età compresa tra i 500.000 e i 250.000 anni, sperimentò più eruzioni esplosive a mano a mano che la sua storia eruttiva procedeva, generando grandi quantità di tefra che hanno creato una sommità meno vasta e non connessa a un cratere superiore: le colate laviche vicino alla sommità avevano uno spessore medio di 0,91 m. I crateri vulcanici secondari originarono colate e materiale piroclastico che si sparpagliarono sia a nord che a sud del vulcano. Queste cessarono solo prima dell'era glaciale del Pleistocene, consentendo alla copertura nevosa in fase di estensione di consumare la maggior parte del cono, specialmente sui lati orientale e nord-orientale.
Durante l'Olocene, si registrò nuovamente dell'attività vulcanica tra i vulcani delle Three Sisters e il Three Fingered Jack. Nel corso di tale ciclo eruttivo, si riversarono tefra e colate laviche che si distribuirono per diverse centinaia di chilometri quadrati nella regione. Simili eruzioni si verificarono dopo la catastrofica eruzione del monte Mazama avvenuta intorno a 7.700 anni fa.

## Storia
L'area circostante è stata tradizionalmente abitata dalla tribù dei Molala, uno dei gruppi indigeni negli Stati Uniti nordoccidentali. Gli amerindi si dedicavano per sopravvivere alla pesca del salmone, alla caccia di bacche e frutti, all'agricoltura di sussistenza e alla ricerca dell'ossidiana, considerato un minerale prezioso. La loro storia culturale rimane comunque poco documentata. Il primo non indigeno a raggiungere l'area fu il botanico David Douglas nel 1825, seguito dal commerciante di pellicce Peter Skene Ogden l'anno successivo.
Le fonti non concordano sull'identità dei primi scalatori della vetta, definiti da alcuni composti da uomini originari di Bend, mentre altri sostengono che fossero membri del club alpinistico Mazamas. Tuttavia, una fonte scritta da uno dei primi alpinisti indica chiaramente chi fosse salito e quando essi scalarono, ovvero Ervin McNeal, Phil Philbrook, Armin Furrer, Wilbur Watkins, Leo Harryman e Ronald Sellars il 3 settembre 1923.

## Attività ricreative
L'area circostante alle Three Fingered Jack può essere percorsa a piedi e consente di godere di ampie vedute sul vulcano. Il sentiero escursionistico di Canyon Creek Meadows inizia presso il lago Jack, prosegue attraverso la riserva integrale del monte Jefferson e si snoda per circa 7,2 km: con un dislivello di 120 m, può essere intrapreso a piedi anche da bambini e famiglie. Un ulteriore sentiero escursionistico collegato corre per altri 4,8 km lungo la pianura rocciosa glaciale adiacente al vulcano, diventando più ripido quando si avvicina al Three Fingered Jack e guadagnando in elevazione 430 m. La base può essere raggiunta anche tramite il Pacific Crest Trail 2000, che corre per 18,7 km tra andata e ritorno e permette di ammirare la montagna e di giungere sul lago sommitale. Un altro cammino è il Three Fingered Jack loop trail, un sentiero ad anello che si snoda per 33 km intorno al vulcano, guadagnando 1000 m in termini di elevazione.
Quando la parte apicale del Three Fingered Jack viene avvolta dalle nuvole basse, gli scalatori spesso si disorientano a causa delle condizioni di scarsa visibilità della scalata della montagna ed è capitato che fosse necessario l'ausilio dei soccorritori.
La vetta può essere piuttosto pericolosa a causa delle ripide pareti e della solidità solo apparente della roccia, la quale può crollare all'improvviso. Un evento drammatico del genere si verificò il 19 luglio 2020, causando la morte di un escursionista che tentava di raggiungere la vetta.

### Esplicative
1. ↑  Le fonti non concordano sull'altezza del vulcano: la National Oceanic and Atmospheric Administration e il Global Volcanism Program indicano come cifra 2391 m (NGS; GVP), mentre Wood e Kienle la ritengono pari a 2390 m (Wood e Kienle (1990), p. 179) e il Geographic Names Information System la attesta a 2121 m (GNIS).
2. ↑  Hildreth indica il Three Fingered Jack alla stregua di uno stratovulcano (Hildreth (2007), pp. 22, 27), accodandosi all'opinione fornita da O'Connor, Harrison e Costa (O'Connor, Hardison e Costa (2001), p. 4) e, ancor prima, da Scott (Scott (1977), pp. 113, 121).

### Bibliografiche
1. 1 2 3 4  (EN) Three Fingered Jack, su United States National Geodetic Survey. URL consultato l'11 agosto 2021.
2. 1 2 3  Wuerthner (2003), p. 137.
3. 1 2  Lorain (2010), p. 203.
4. 1 2  Dunegan (2013), p. 169.
5. ↑  (EN) Three Fingered Jack, su Geographic Names Information System. URL consultato l'11 agosto 2021.
6. ↑  Hildreth (2007), p. 7.
7. ↑  Bishop e Allen (2004), p. 119.
8. ↑  Harris (2005), p. 165.
9. ↑  (EN) Mount Jefferson Wilderness, su USFS. URL consultato il 12 agosto 2021.
10. 1 2  (EN) Mt. Jefferson Wilderness, su USFS. URL consultato il 12 agosto 2021.
11. ↑  Taylor (1965), p. 124.
12. 1 2 3 4 5 6 7  Harris (2005), p. 163.
13. ↑  O'Connor, Hardison e Costa (2001), p. 4.
14. 1 2 3 4 5  O'Connor, Hardison e Costa (2001), p. 45.
15. ↑  Taylor (1981), p. 77.
16. ↑  Scott (1977), p. 120.
17. ↑  (EN) Debris Flow from 2012 Failure of Moraine-Dammed Lake, Three Fingered Jack Volcano, Mount Jefferson Wilderness, Oregon, su pubs.usgs.gov. URL consultato il 12 agosto 2021.
18. ↑  Scott (1977), p. 119.
19. 1 2 3  Wood e Kienle (1990), p. 179.
20. 1 2 3  (EN) Three Fingered Jack, su Volcano World, Università statale dell'Oregon, 2018. URL consultato il 12 agosto 2021.
21. 1 2 3 4  (EN) Three Fingered Jack, su Smithsonian Institution, 2013. URL consultato il 12 agosto 2021.
22. ↑  Siebert et al. (2011), p. 464.
23. ↑  Harris (2005), pp. 157, 163.
24. ↑  Wood e Kienle (1990), p. 178.
25. ↑  Hildreth (2007), p. 23.
26. ↑  Harris (2005), pp. 163-164.
27. ↑  Taylor (1965), p. 121.
28. 1 2  Harris (2005), p. 164.
29. 1 2 3  Davie (1981), p. 86.
30. ↑  Scott (1977), p. 121.
31. ↑  Bishop e Allen (2004), p. 120.
32. ↑  Alverson (1989), p. 97.
33. 1 2 3  Wuerthner (2003), pp. 122-125.
34. 1 2 3 4 5 6  Voth (1963), pp. 127-134.
35. 1 2  (EN) Canyon Creek Meadows Hike, su oregonhikers.org. URL consultato il 12 agosto 2021.
36. ↑  Scott (1977), p. 122.
37. ↑  Voth (1963), pp. 3-10.
38. ↑  Voth (1963), pp. 13-17.
39. ↑  Grubbs (1999), p. 68.
40. ↑  (EN) Erwin N. Thompson, North Cascades: the public domain, su National Park Service, marzo 1970. URL consultato il 12 agosto 2021.
41. ↑  Dunegan (2013), p. 172.
42. ↑  Lorain (2010), pp. 203-206.
43. ↑  (EN) Whitney Woodworth, Deputies rescue siblings from foggy Three Fingered Jack rock face, su Statesman Journal, Gannett, 14 agosto 2017. URL consultato il 12 agosto 2021.
44. ↑  (EN) Climbers rescued after being stranded on rock face of Three Fingered Jack, su KATU, Sinclair Broadcast Group, 12 agosto 2021. URL consultato il 12 agosto 2021.
45. ↑  (EN) Chelsea Hunt, Climber Dies In Fall From Three Fingered Jack, su KEZI, Allen Media Broadcasting, 21 luglio 2020. URL consultato il 12 agosto 2021 (archiviato dall'url originale il 7 agosto 2020).
46. ↑  (EN) Zach Urness, 19-year-old Aumsville climber who died on Three Fingered Jack remembered for skill, kindness, su Statesman Journal, 24 luglio 2020. URL consultato il 12 agosto 2021.